# Metil-n-butilcetona
A metil-n-butilcetona ou MCB é uma substância utilizada pela indústria como solvente de vernizes, tintas e resinas feitas de nitrocelulose. É um líquido, volátil, incolor, com ponto de ebulição igual a 127°C.